# Oreolpium nymphum
Oreolpium nymphum är en spindeldjursart som beskrevs av Benedict och Malcolm 1978. Oreolpium nymphum ingår i släktet Oreolpium och familjen Garypinidae. Inga underarter finns listade i Catalogue of Life.